# Dél-afrikai labdarúgó-szövetség
A dél-afrikai labdarúgó-szövetség (angolul: South African Football Association, rövidítve SAFA) a Dél-afrikai Köztársaság nemzeti labdarúgó-szövetsége. Székhelye Johannesburgban található.

## Történelme
A 19. század végén és a 20. század elején külön-külön labdarúgó-szövetséget alkottak az angliából bevándorolt fehérek (1892-ben alapították a FASA-t), az indiaiak (1903-ban alapították meg a SAIFA-t), a bantuk (1933-tól) és a színesek (1936-tól). A FIFA az 1953-as kongresszusán tagjai közé fogadta. Három másik afrikai országgal (Etiópiával, Egyiptommal és Szudánnal) megalakították az Afrikai Labdarúgó-szövetséget (CAF). Előbb a CAF, majd 1976-ban az apartheid politika radikális folytatása miatt a FIFA is kizárta soraiból. Hosszas folyamat eredményeként 1991. december 8-án megalakult Dél-afrikai Labdarúgó-szövetség (SAFA). Az ország belső politikai helyzete csak 1992-ben tette újból lehetővé, a Nemzetközi Labdarúgó-szövetséghez történő csatlakozást. Van egy rendkívüli labdarúgó-szövetség is, a Makana FA, amit a FIFA 2007-ben tiszteletbeli tagként tagjai sorába integrált. A Makana Labdarúgó-szövetséget az apartheid idején a politikai foglyok hozták létre és közel 18 éven keresztül szervezte a börtönökben a labdarúgást.
A szövetség szervezi a Dél-afrikai labdarúgó-bajnokságot. Működteti a férfi valamint a női labdarúgó-válogatottat. Labdarúgásának élvonalát a Premier League Soccer (PSL) testesíti meg. A működést biztosító bizottságai közül a Játékvezető Bizottság felelős a játékvezetők utánpótlásáért, elméleti (teszt) és cooper (fizikai) képzéséért. Dél-Afrikában, nincs a kiterjedt igazolási rendszer – mint az európai országban – ennek eredményeként a férfi, női és ifjúsági labdarúgó játékosok száma pontosan nem ismert. A SAFA nyilvántartása szerint, összesen 1,8 millió regisztrált játékos van, de a tényleges szám valószínűleg több mint kétszerese ennek. A SAFA 52 al-szövetsége fogja át a kilenc tartomány (Eastern Cape, Free State, Kwa-Zulu Natal, Mpumalanga, Limpopo, Gauteng, az Északi-fok, Északnyugat-és Nyugat-Cap) labdarúgó életét. Az éves közgyűlésen minden szervezet képviselteti magát.

## Elnökök
1991-ben az első ideiglenes elnök Mluleki George volt. A következő, megválasztott vezető professzor Lesole Gadinabokao volt, őt Solomon Morewa követte, majd Molefi Oliphant vette át az irányítást. Jelenleg Danny Jordaan a szövetség elnöke.

## Külső hivatkozások
- fifa.com. „The South African Football Association”. [2019. június 18-i dátummal az eredetiből archiválva] (Hozzáférés: 2020. október 31.) (angol nyelvű)
- Hivatalos weboldal